# جوشوا س. ستودارد
جوشوا س. ستودارد (بالإنجليزية: Joshua C. Stoddard)‏ هو نحال ومهندس أمريكي، ولد في 26 أغسطس 1814، وتوفي في 4 أبريل 1902.